# 바이메탈
바이메탈(bimetal)은 온도에 따라 휘는 성질을 이용하여 온도를 조절할 수 있는 기기이다.
팽창이 잘 되지 않는 금속으로 니켈(Ni)과 철(Fe)의 합금이 사용되며, 팽창이 잘 되는 금속은 니켈(Ni)·망간(Mn)·철(Fe)의 합금, 니켈(Ni)·몰리브덴(Mo)·철(Fe)의 합금, 니켈(Ni)·망간(Mn)·구리(Cu)의 합금 등 여러 가지가 있다.
전기다리미, 전기주전자와 같은 가정용 전기기구 등 온도조절이 필요한 각 방면에 널리 사용하고 있으며 전류제한기, 자동 개폐기 등에도 사용한다.

## 같이 보기
- 복본위제
- 바이메탈 주화
- 열전대